# Monteiro
Monteiro ist ein portugiesischer Familienname.

## Herkunft und Bedeutung
Monteiro ist die portugiesischsprachige Variante des spanischen Familiennamens Montero und bedeutet Berg. Er kommt auch in geographischen Namen vor.

## Namensträger

### A
- Adilson Monteiro (* 1977), kapverdischer Fußballspieler
- Adolfo Casais Monteiro (1908–1972), portugiesischer Schriftsteller, Lyriker, Essayist und Literaturwissenschaftler
- Aldo Geraldo Manuel Monteiro (* 1994), angolanischer Fußballtorhüter
- Ananias Eloi Castro Monteiro (1989–2016), brasilianischer Fußballspieler
- António Monteiro (Mathematiker) (António Aniceto Monteiro; 1907–1980), portugiesisch-argentinischer Mathematiker
- António Monteiro (Architekt) (António J. G. Monteiro), portugiesischer Architekt
- António Monteiro (Freiheitskämpfer), osttimoresischer Freiheitskämpfer
- Antônio Monteiro (Schauspieler) (Antônio dos Santos Monteiro; * 1956), brasilianischer Schauspieler, Regisseur, Produzent und Drehbuchautor
- António Monteiro (Leichtathlet), portugiesischer Leichtathlet
- António Monteiro (Kanute) (* 1972), portugiesischer Kanute
- Antônio Monteiro Dutra (Dutra; * 1973), brasilianischer Fußballspieler
- António Augusto Carvalho Monteiro (1848–1920), portugiesischer Unternehmer und Kunstsammler
- António de Castro Xavier Monteiro (1919–2000), portugiesischer Geistlicher, Bischof von Lamego
- António Isaac Monteiro, guinea-bissauischer Politiker
- António Mascarenhas Monteiro (1944–2016), kap-verdischer Politiker, Präsident 1991 bis 2001
- Antônio de Mendonça Monteiro (1907–1972), brasilianischer Geistlicher, Bischof von Bonfim
- António Olavo Monteiro Tôrres († 1851), portugiesischer Kolonialgouverneur
- António de Oliveira Monteiro (1842–1903), portugiesischer Mediziner und Politiker
- António Vítor Martins Monteiro (* 1944), portugiesischer Politiker, Diplomat und Philanthrop
- Arielly Monteiro (* 2003), brasilianische Hochspringerin
- Armindo Rodrigues de Sttau Monteiro (1896–1955), portugiesischer Politiker und Diplomat

### B
- Benét Monteiro (* 1985), brasilianischer Musicaldarsteller
- Birgit Monteiro (* 1969), deutsche Politikerin (SPD)

### C
- Carlos Monteiro (Leichtathlet) (* 1965), portugiesischer Langstreckenläufer
- Carlos Augusto Monteiro (* 1948), brasilianischer Ernährungswissenschaftler
- Carlos Augusto de Figueiredo Monteiro (1927–2022), brasilianischer Geograph und Klimatologe
- Carmeneza dos Santos Monteiro (* 1981), osttimoresische Beamtin
- Charles Monteiro (* 1994), são-toméischer Fußballspieler
- Cláudia Monteiro (* 1961), brasilianische Tennisspielerin
- Cláudia Monteiro de Aguiar (* 1982), portugiesische Politikerin (PSD), MdEP
- Cléber Monteiro de Oliveira (* 1980), brasilianischer Fußballspieler
- Clóvis Monteiro (1898–1961), brasilianischer Romanist, Lusitanist und Brasilianist

### D
- Damasceno Monteiro, portugiesischer Politiker
- Dario Monteiro (* 1977), mosambikanischer Fußballspieler
- Denise Monteiro (* 1980), deutsche Synchronsprecherin
- Diogo Monteiro (* 2005), portugiesischer Fußballspieler
- Domingos Monteiro (1903–1980), portugiesischer Schriftsteller

### E
- Edson Marinho Duarte Monteiro (* 1947), brasilianischer Diplomat
- Elvis Manuel Monteiro Macedo (* 1985), kap-verdischer Fußballspieler

### F
- Felipe Augusto de Almeida Monteiro (* 1989), brasilianischer Fußballspieler, siehe Felipe (Fußballspieler, 1989)
- Felisberto Monteiro Guterres (* 1967), osttimoresischer Politiker
- Fernando José Monteiro Guimarães (* 1946), brasilianischer Geistlicher, Bischof von Garanhuns
- Francisco Monteiro (Francisco da Costa Monteiro), osttimoresischer Erdölexperte
- Francisco Manuel Monteiro de Queiroz (* 1951), angolanischer Politiker und Jurist

### G
- Gideoni Monteiro (* 1989), brasilianischer Radsportler
- Gil da Costa Monteiro, osttimoresischer Politiker

### H
- Henrique Monteiro (Freiheitskämpfer), osttimoresischer Freiheitskämpfer (†)
- Henrique Manuel Baptista da Costa Monteiro, portugiesischer Journalist
- Herculano Monteiro (1979), Fußballspieler für Macau

### I
- Inês Monteiro (* 1980), portugiesische Langstreckenläuferin

### J
- Jaime Basílio Monteiro (* 1969), mosambikanischer Jurist, Polizist und Politiker (FRELIMO)
- Jamiro Monteiro (* 1993), kapverdischer Fußballspieler
- João Monteiro (* 1983), portugiesischer Tischtennisspieler
- João César Monteiro (1939–2003), portugiesischer Regisseur, Drehbuchautor und Schauspieler
- Joaquim Neto Cavalcante Monteiro (* 1970), brasilianischer Politiker
- Joël Monteiro (* 1999), portugiesischer Fußballspieler
- Joel de Oliveira Monteiro (1904–1990), brasilianischer Fußballtorhüter
- Jorge Gabriel Costa Monteiro (* 1997), portugiesischer Fußballspieler
- José Monteiro (Künstler) (* 1956), portugiesischer Künstler
- José Monteiro (Leichtathlet), portugiesischer Leichtathlet
- José Monteiro (Rugbyspieler) (* 2005), portugiesischer Rugby-Union-Spieler
- José Monteiro de Macedo (* 1982), guinea-bissauischer Fußballspieler
- José Luís Monteiro (1848–1942), portugiesischer Architekt
- Juliao Monteiro (* 1993), osttimoresischer Fußballtorhüter

### L
- Laurenzo Monteiro (* 2004), französischer Fußballspieler
- Longuinhos Monteiro (* 1968), osttimoresischer Jurist, Polizist und Politiker
- Luís de Sttau Monteiro (1926–1993), portugiesischer Schriftsteller, Dramatiker, Journalist und Übersetzer
- Luís de Matos Monteiro da Fonseca (* 1944), kapverdischer Diplomat
- Luís Miguel Brito Garcia Monteiro (* 1980), portugiesischer Fußballspieler (Familienname ist Brito Garcia Monteiro)
- Lumen Monteiro (* 1952), indischer Ordensgeistlicher, Bischof von Agartala

### M
- Manuel Monteiro de Castro (* 1938), portugiesischer Geistlicher und vatikanischer Diplomat
- Mariana Rey Monteiro (1922–2010), portugiesische Schauspielerin
- Mário Dionísio de Assis Monteiro (1916–1993), portugiesischer Schriftsteller und Maler
- Marlene Monteiro Freitas (* 1979), kapverdianische Tänzerin und Choreographin
- Myrthes Monteiro (* 1986), brasilianisch-deutsche Schauspielerin, Tänzerin, Sängerin und Synchronsprecherin

### N
- Natalino Monteiro (* 1963), osttimoresischer Milizionär

### O
- Orlando Monteiro (* 1972), são-toméischer Fußballspieler
- Óscar Monteiro (* 1941), mosambikanischer Politiker
- Otávio Edmilson da Silva Monteiro (* 1995), brasilianischer Fußballspieler, siehe Otávio (Fußballspieler, 1995)

### P
- Papito Monteiro (* 1975), osttimoresischer Politiker
- Paulino Monteiro Soares Babo (* 1962), osttimoresischer Politiker
- Paulo Filipe Monteiro (* 1965), portugiesischer Schauspieler, Regisseur, Drehbuchautor und Hochschullehrer
- Porfírio Pardal Monteiro (1897–1957), portugiesischer Architekt

### R
- Ramiro Ladeiro Monteiro (1931–2010), portugiesischer Sozialwissenschaftler und Geheimdienstmitarbeiter
- Rigoberto Monteiro, osttimoresischer Journalist und Menschenrechtler
- Roberto Leal Monteiro, angolanische Politiker, General, Diplomat und Freiheitskämpfer
- Rômulo Borges Monteiro (* 1990), brasilianischer Fußballspieler, siehe Rômulo (Fußballspieler, 1990)

### S
- Sylvester Monteiro (1933–2005), indischer Geistlicher, römisch-katholischer Bischof von Aurangabad

### T
- Telma Monteiro (* 1985), portugiesische Judoka
- Thiago Monteiro (Tischtennisspieler) (* 1981), brasilianischer Tischtennisspieler
- Thiago Monteiro (Tennisspieler) (* 1994), brasilianischer Tennisspieler
- Tiago Monteiro (* 1976), portugiesischer Formel-1-Rennfahrer

### V
- Vally Monteiro (* 1988), kapverdischer Fußballspieler

### W
- Wallyson Ricardo Maciel Monteiro (* 1988), brasilianischer Fußballspieler
- Wanderley dos Santos Monteiro Júnior (* 1988), brasilianischer Fußballspieler, siehe Wanderley (Fußballspieler, 1988)
- Wania Monteiro (* 1986), kap-verdische rhythmische Sportgymnastin
- Wellington de Oliveira Monteiro (* 1978), brasilianischer Fußballspieler

### Y
- Yara Monteiro (* 1979), portugiesische Schriftstellerin

## Geographische Namen
- Monteiro (Paraíba), brasilianische Gemeinde im Bundesstaat Paraíba
- Monteiro (Recife), Ortsteil (bairro) der brasilianischen Stadt Recife im Bundesstaat Pernambuco